# Necroticism – Descanting the Insalubrious
Necroticism – Descanting the Insalubrious treći je studijski album britanskog death metal-sastava Carcass. Diskografska kuća Earache Records objavila ga je 30. listopada 1991. Prvi je album sastava na kojem se pojavio gitarist Michael Amott. Necroticism nastavlja kretanje prema dominantnom zvuku death metala koji je započeo u Symphonies of Sickness, sadržavajući pjesme s dužim dionicama i složenim strukturama, sličnije tadašnjem rastućem tehničkom death metalu.

## Izdanje
Necroticism je izvorno objavljen 30. listopada 1991. preko Earache Recordsa. Album je ponovno objavljen 2008. kao dio tekuće serije reizdanja Carcassa, kako bi se povezao s njihovim ponovnim okupljanjem. Glavni album predstavljen je kao jedna strana dualdiska, dok se na DVD-strani nalazi treći dio proširenog dokumentarca The Pathologist's Report Part III: Mass Infection te 23-minutni intervju s Walkerom i Amottom iz 1993., snimljen na turneju Gods of Grind. Kasnija izdanja reizdanja sadrže album na CD-u i dokumentarac na zasebnom DVD-u. U ponovnom izdanju uključen je i set od četiri umjetničke kartice. Reizdanje je predstavljeno u digipaku od 12 ploča s punim tekstovima i naslovnicom.

## Glazba
Ken Owen i Jeff Walker rekli su tijekom The Pathologist's Report Part III: Mass Infection da odbacuju opise Carcassove glazbe na ovom albumu kao grindcore. Dok Owen priznaje njegove karakteristike death metala, i on i Walker izrazili su da su skloniji nazvati svoju glazbu na ovom albumu "progresivnom".

## Popis pjesama
Tekstovi: Jeff Walker. 
| 1.    | »Inpropagation«                                 | Bill Steer, Ken Owen       | 7:07 |
| 2.    | »Corporal Jigsore Quandary«                     | Steer, Owen, Michael Amott | 5:48 |
| 3.    | »Symposium of Sickness«                         | Owen                       | 6:56 |
| 4.    | »Pedigree Butchery«                             | Steer                      | 5:16 |
| 5.    | »Incarnated Solvent Abuse«                      | Steer, Amott               | 5:00 |
| 6.    | »Carneous Cacoffiny«                            | Steer                      | 6:43 |
| 7.    | »Lavaging Expectorate of Lysergode Composition« | Steer                      | 4:03 |
| 8.    | »Forensic Clinicism / The Sanguine Article«     | Steer                      | 7:10 |
| 48:03 |                                                 |                            |      |

| Bonus pjesme na reizdanju iz 2008. | Bonus pjesme na reizdanju iz 2008.     | Bonus pjesme na reizdanju iz 2008. | Bonus pjesme na reizdanju iz 2008. | Bonus pjesme na reizdanju iz 2008. | Bonus pjesme na reizdanju iz 2008. | Bonus pjesme na reizdanju iz 2008. | Bonus pjesme na reizdanju iz 2008. | Bonus pjesme na reizdanju iz 2008. | Bonus pjesme na reizdanju iz 2008. |
| Br.                                | Skladba                                | Skladatelj                         | Trajanje                           |                                    |                                    |                                    |                                    |                                    |                                    |
| ---------------------------------- | -------------------------------------- | ---------------------------------- | ---------------------------------- | ---------------------------------- | ---------------------------------- | ---------------------------------- | ---------------------------------- | ---------------------------------- | ---------------------------------- |
| 9.                                 | »Tools of the Trade«                   | Steer, Amott                       | 3:05                               |                                    |                                    |                                    |                                    |                                    |                                    |
| 10.                                | »Pyosified (Still Rotten to the Gore)« | Steer, Walker                      | 3:08                               |                                    |                                    |                                    |                                    |                                    |                                    |
| 11.                                | »Hepatic Tissue Fermentation II«       | Steer                              | 6:38                               |                                    |                                    |                                    |                                    |                                    |                                    |
| 59:43                              |                                        |                                    |                                    |                                    |                                    |                                    |                                    |                                    |                                    |

## Recenzije
Jason Birchmeier, glazbeni kritičar sa stranice AllMusic dodijelio je albumu četiri od pet zvjezdica, navodeći da je dostojno dodavanje Michaela Amotta učinilo ploču izvrsnim albumom gitarista. Časopis Kerrang! albumu je dao savršenu ocjenu u svom 364. izdanju časopisa.  Metal Storm je dao albumu Necroticism ocjenu 9,6/10 nazvavši ga remek-djelom i prijelaznim albumom koji bi svaki metalac trebao imati (melodičan ili ekstreman) i sugerirao da bi ljudi trebali odmah kupiti album.  

### Priznanja
Godine 2005., Necroticism završio ja na 294. mjestu u knjizi Rock Hard magazina 500 najboljih rock i metal albuma svih vremena. U rujnu iste godine Necroticism je uvršten u Decibel Magazine Hall of Fame, kao osmi album koji će biti predstavljen u Decibel Hall of Fame.

## Zasluge
| Carcass - Jeff Walker – bas-gitara, vokal, umjetnički smjer - Bill Steer – gitara, vokal - Michael Amott – gitara, dodatni vokal - Ken Owen – bubnjevi, dodatni vokal | Ostalo osoblje - Keith Hartley – inženjer zvuka - Ian McFarlane – inženjer zvuka (asistent) - Dave Buchanan – inženjer zvuka (asistent) - Ian Tilton – fotografije - Colin Richardson – produkcija, miks - Martin Nesbitt – umjetnički smjer - Nimbus – mastering |